# Route nationale 60 (Estonie)
Pour les articles homonymes, voir Route nationale 60.
La route nationale 60 (Tugimaantee 60) est une route nationale estonienne reliant Pärnu à Lihula. Elle mesure 56,1 km.

## Tracé
- Comté de Pärnu
  - Pärnu
  - Papsaare (en)
  - Lemmetsa (en)
  - Audru
  - Malda (en)
  - Liiva (en)
  - Kärbu (en)
  - Põhara (en)
  - Aruvälja (en)
  - Ahaste (en)
  - Soeva (en)
  - Nätsi (en)
  - Pärnu (en)
  - Peantse (en)
  - Lõpe (en)
  - Paimvere (en)
  - Rabavere (en)
  - Karinõmme (en)
  - Oidrema (en)
  - Tõitse (en)
  - Sookatse (en)
- Comté de Lääne
  - Parivere (en)
  - Valuste (en)
  - Lihula